# ناحیه رابینسون، شهرستان کرافورد، ایلینوی
ناحیه رابینسون (به انگلیسی: Robinson Township) یک منطقهٔ مسکونی در ایالات متحده آمریکا است که در شهرستان کروفورد، ایلینوی واقع شده‌است. ناحیه رابینسون ۱۶۷ متر بالاتر از سطح دریا واقع شده‌است.